# 朱仕清
朱仕清（？—？）字子明，直隶天津人，中华民国政治人物。

## 生平
《宣统三年十一月二十九日开缺科布多办事大臣忠瑞致内阁请代奏电》称，遴委第一营管带官朱仕清进扎塔新交界之乌纳木河一带。
1918年，朱仕清当选中华民国第二届国会参议员。1920年，中华民国第二届国会解散。

## 著作
- 朱仕清，新疆備考，地學雜誌，民国四年一〜四期[4]